# Sanjoanense (Boa Vista)
Sanjoanense is een Kaapverdische voetbalclub. De club speelt in het voetbalkampioenschap van Boa Vista (eilanddivisie), Boa Vista, waarvan de kampioen deelneemt aan het Kaapverdisch voetbalkampioenschap, de eindronde om de landstitel.
11 Estrelas · Académica Operária · África Show · Desportivo · Juventude do Norte · Sal Rei · Sanjoanense · Sporting